# Victoria Camacho
Victoria Camacho (Moca, República Dominicana, 11 de febrero de 1983) es una actriz y modelo dominicana, radicada en México. Ella se dio a conocer en ese país principalmente por las telenovelas de Mi corazón es tuyo interpretando a Tamara Sáenz en 2014 y un año después en Pasión y poder a Montserrat Moret, el cual le dio mucha más relevancia en esa producción.

## Vida personal
Desde el año 2015 mantiene una relación de pareja estable con el también actor Osvaldo de León, de la cual tienen 2 hijas llamadas Azzul y Olivia que nacieron al año después de estar juntos.

## Filmografía

### Televisión
- Silvia Pinal, frente a ti (2019) - Mónica Marbán[6]
- Nicky Jam: El ganador (2018) - Esmeralda[7]
- Pasión y poder (2015-2016) - Montserrat Moret[8]
- Mi corazón es tuyo (2014-2015) - Tamara Saénz de González[9]
- Como dice el dicho (2013) - Camila Ep. "El muerto al pozo..."
- Mi corazón insiste en Lola Volcán (2012) -
- Aurora (2011) - Sabina

## Premios y nominaciones
| Año  | Categoría                 | Telenovela     | Resultado |
| ---- | ------------------------- | -------------- | --------- |
| 2015 | Mejor revelación femenina | Pasión y poder | Nominada  |